# Ciohorăni
Ciohorăni – wieś w Rumunii, w okręgu Jassy, w gminie Ciohorăni. W 2011 roku liczyła 1781 mieszkańców.